# Giray Kaçar
Remzi Giray Kaçar (Karaman, 15 maart 1985) is een voormalig Turks international en tegenwoordig assistent-voetbaltrainer van Kayserispor.

## Carrière
Hij is begonnen met voetbal spelen bij Gençlerbirligi. Hij debuteerde bij Hacettepe SK waar hij 4 jaar speelde en 3 keer kampioen werd in lagere divisies. Zijn eerste wedstrijd in de Süper Lig was de wedstrijd tegen Gençlerbirliği op 12 augustus 2007. Zijn eerste goal maakte hij op 9 maart 2008 tegen Bursaspor. In 2008 maakte hij de overstap naar Trabzonspor. Op 7 januari 2014 maakte hij de overstap naar Antalyaspor bekend. Hij kwam later uit voor Çaykur Rizespor en Göztepe.